# Sipaletto
Sipaletto (in greco antico: Συπαληττός?, Sypalettós) era un demo dell'Attica collocato presso la moderna Nea Ionia, a nord di Atene.
Probabilmente Sipaletto era un demo diviso, anche se questa ipotesi non è confermata da tutti gli studiosi. L'iscrizione che suggerisce la collocazione del demo è un calendario sacro del 470-460 a.C.: questo documento è molto importante perché è il primo testo scritto dell'Attica che vieta le modifiche alla legge.